# Polska Fundacja Morska
Polska Fundacja Morska – niezależna, niedochodowa organizacja pozarządowa, zarejestrowana przez Sąd Rejonowy w Szczecinie
Celem Fundacji jest popularyzowanie historycznych i kulturowych walorów żeglarstwa jego kultury materialnej, jak i duchowej, poszerzanie wiedzy historycznej o żeglarstwie w Polsce, Europie i na Świecie oraz upowszechnianie osiągnięć żeglarstwa polskiego 

## Pola działania
- Ochrona dziedzictwa kulturowego

Działania w zakresie ochrony i zachowania materialnego dziedzictwa kulturowego, zwiększania narodowego zasobu dziedzictwa kulturowego, zabezpieczenia zabytków i archiwaliów przed skutkami klęsk żywiołowych, kradzieżami i nielegalnym wywozem za granicę.
- Upowszechnianie dorobku polskiego żeglarstwa

Udostępnianie zabytków na cele publiczne i utrwalaniem zasobów dziedzictwa kulturowego w formie cyfrowej w zakresie historii żeglarstwa. Tworzenie spójnych baz danych zbierających informacje nt. zachowanych i nieistniejących obiektów.

## Metody działania
Podstawową metodą pracy Fundacji jest koordynacja inicjatywy na rzecz Morskiej Biblioteki Cyfrowej oraz Morskiej Encyklopedii Cyfrowej, udzielanie wsparcia instytucjom i osobom prywatnym działającym na rzecz zachowania historii żeglarstwa. Realizuje też, samodzielnie lub we współpracy z innymi instytucjami z kraju i zagranicy, rozmaite przedsięwzięcia: jest gospodarzem publicznych debat, wydaje publikacje, prowadzi badania i kampanie społeczne, organizuje konferencje, seminaria i szkolenia.
W swojej działalności przestrzega zasad przejrzystości i otwartości. Stosuje jasne procedury podejmowania decyzji i przyznawania dotacji. Coroczne sprawozdanie finansowe poddane jest audytowi zewnętrznemu.

## Władze

### Rada Programowa Fundacji
Rada Programowa Fundacji jest organem opiniodawczo-doradczym Fundacji; Rada spotyka się raz w roku; do jej zadań należą: przedstawianie pozostałym organom Fundacji opinii w przedmiocie priorytetów bieżącej działalności Fundacji, proponowanie zmian Statutu Fundacji, proponowanie przyznania nagród i wyróżnień.
Rada Programowa Fundacji propaguje cele dla których realizacji Fundacja została utworzona. 
W skład Rady wchodzą:
(w kolejności alfabetycznej)
- Krzysztof Baranowski
- Wojciech Jacobson
- Jarosław Kaczorowski
- Jerzy Knabe
- Maciej Krzeptowski
- Jerzy Porębski
- Bohdan Sienkiewicz
- Henryk Wolski

### Zarząd Fundacji
Działalnością Fundacji kieruje i reprezentuje ją na zewnątrz Zarząd. Do zadań Zarządu należy podejmowanie wszelkich decyzji merytorycznych i finansowych dotyczących działalności Fundacji oraz powoływanie dyrektorów oddziałów i jednostek organizacyjnych. 
Prezesem Zarządu jest Marek T. Słaby.

## Programy operacyjne

### Morska Biblioteka Cyfrowa
W ramach programu Morska Biblioteka Cyfrowa realizowane są następujące zadania:
- bibliografia polskiej literatury marynistycznej online.
- digitalizacja materiałów archiwalnych (fotografie, dokumenty i inne) polskiego żeglarstwa ze zbiorów organizacji, instytucji i osób prywatnych.
- digitalizacja roczników czasopism żeglarskich i morskich.

Obecnie zasoby cyfrowe których digitalizacją oraz administrowaniem zajmuje się Polska Fundacja Morska znajdują się w wydzielonych Kolekcjach Morskich:
- Śląskiej Biblioteki Cyfrowej (od 23 maja 2018)[1][2].
- Zachodniopomorkiej Biblioteki Cyfrowej "Pomerania" (od września 2019)[3][4].

### Morska Encyklopedia Cyfrowa
W oparciu o oprogramowanie MediaWiki PFM tworzy Morską Encyklopedię Cyfrową zawierającą zbiór wiedzy o Morzu i jego związkach z Polską.

### Yacht Klub Rzeczypospolitej Polskiej
Jednostka organizacyjna Polskiej Fundacji Morskiej powołana w celu propagowania żeglarstwa w formie czynnej. Aktywnie uczestniczy w działalności sportowej, turystycznej i propagandowej – jego członkowie są inicjatorami reaktywacji Regat Samotnych Żeglarzy o Puchar Poloneza.

## Programy zrealizowane

### "Mam na imię Ludomir"
Fundacja współfinansowała wydanie książki albumu o życiu sławnego polskiego żeglarza Ludomira Mączki autorstwa Macieja Krzeptowskiego i Wojciecha Jacobsona.

### "Ameryka, 400 lat później"
Fundacja zorganizowała wyprawę jachtem Fazisi ze Świnoujścia do Nowego Jorku i Jamestown (we współpracy z Polish Yachting Association of North America) z okazji 400 lecia przybycia pierwszych Polaków do Ameryki Północnej.
Wyprawa została przygotowana i sfinansowana przez polskich żeglarzy z całego kraju. Trasa wyprawy wiodła ze Świnoujścia przez IJmuiden w Holandii, Saint Malo na zachodnim brzegu Francji, Azory, Bermudy (Trójkąt Bermudzki) do Nowego Jorku i Jamestown. Okres w którym odbył się rejs obfitował w szczególnie silne huragany Gustaw, Ike, Hanna i inne.